# Federal Correctional Institution, Jesup
Die Federal Correctional Institution, Jesup (FCI, Jesup) ist ein US-amerikanisches Bundesgefängnis in Jesup, im Südosten des Bundesstaates Georgia. Es beherbergt nur Männer und hat die mittlere Sicherheitsstufe.
Das Gefängnis, an der Bundesstraße U.S. Route 301 liegend, befindet sich zwischen Brunswick, Georgia, Savannah, Georgia und Jacksonville, Florida.
Das FCI Jesup beherbergte im Jahr 2000 etwa 300 Straftäter, die mehrheitlich wegen Drogen- oder Wirtschaftskriminalität verurteilt wurden.
2011 beherbergte FCI Jesup etwa 1150 Gefangene.

## Bekannte Insassen
| Name                | Status | Details            |
| ------------------- | --- | ------------------ |
| Kent Hovind         | Kam im September 2010 und wurde im Juni 2011 ins FPC Satellite Camp im ADX Florence verlegt.                                                                     | Steuervergehen     |
| Ben Reyes           | Kam aus dem Federal Correctional Complex, Beaumont im Jahre 2000 und blieb bis 2006.                                                                             | Korruptionsdelikte |
| Timothy L. Tyler    | Verurteilt nach dem Three-strikes law verbüßte er als nicht gewalttätiger Wiederholungstäter 24 Jahre von 1992 bis zu seiner Begnadigung durch Barack Obama 2016 | LSD-Dealer         |
| Fabio Ochoa Vásquez | Für Kokainhandel zu 30 Jahren Haft verurteilt, voraussichtlich bis 2030.                                                                                         | Drogenhandel       |